# The Ladybirds
The Ladybirds was een Brits meidentrio, bekend door hun optredens in The Benny Hill Show. Ze namen deel aan 60 afleveringen tussen 1968 en 1991. Verder zongen ze in de achtergrond van veel gevestigde artiesten en zich herhalende tv-optredens.

## Bezetting
- Maggie Stredder (overleden)
- Marian Davies (overleden)
- Barbara Moore
- Gloria George
- Penny Lister
- Ann Simmons

- Laura Lee (overleden)
- Tracy Miller
- Joan Baxter
- Kay Garner (overleden)
- Vicki Robinson
- Sylvia King

## Geschiedenis
The Ladybirds hadden hun oorsprong in de zanggroep The Vernons Girls. De oorspronkelijke groep ging uit elkaar aan het begin van de jaren 1960, maar een kleinere formatie ging verder, geleid door Maureen Kennedy. De meeste andere leden gingen door als zingende duo's en trio's, zoals The Redmond Twins, The Breakaways, The Pearls, The DeLaine Sisters  en de langst bestaande en meest bekende, The Ladybirds. Oprichtingsleden Margaret Elizabeth 'Maggie' Stredder en Jean Ryder (The Two Tones), traden op in United States Air Force-bases in Duitsland, voordat ze terugkeerden naar het Verenigd Koninkrijk om Max Bygraves bij te staan op het podium. In 1962, volgend op een optreden bij de Val Doonican tv-special, had Marian Davies Ryder vervangen en werd Gloria George toegevoegd en The Ladybirds waren geboren.
Na hun overgang naar Decca Records in augustus 1965 had Marc Bolan zijn debuutsingle opgenomen. The Ladybirds deden de achtergrondzang, terwijl los van Bolans zang, alle andere muziek werd verzorgd door sessiemuzikanten. The Wizzard werd uitgebracht in november 1965.
In 1966 werden The Ladybirds aangetrokken om de achtergrondzang te doen in het BBC-programma Top of the Pops. Ze gingen door in deze rol tot 10 augustus 1978, totdat ze een week later werden vervangen door The Maggie Stredder Singers. Ze traden ook op tijdens een aantal tv-shows van Twiggy. Het zelfde jaar zongen ze als achtergrondzangers op het nummer A Touch of Velvet – A Sting of Brass van Mood Mosaic, dat later de herkenningsmelodie werd van Radio Caroline diskjockey Dave Lee Travis.
The Ladybirds deden in 1967 de achtergrondzang bij de Britse nummer 1-hitsingle Puppet on a String van Sandie Shaw. Ze vergezelden Shaw bij haar liveoptredens in Wenen, toen de song het Eurovisiesongfestival won en bovendien bij opnamen van Rolf Harris, Des O'Connor en vele andere hits en flops.
In 1969, toen Benny Hill kwam bij Thames Television, contracteerde deze hen voor de Benny Hill Show. Het eerste nummer van The Ladybirds was Goin' Out of My Head. In 1971 deed Hill een ongewone parodie van Top of the Pops onder de naam Top of the Tops zonder The Ladybirds. In plaats daarvan verscheen een van de muzikale gasten Petticoat & Vine in de sketch. De latere Broadway-medley van The Ladybirds was uniek, waarin ieder lid zelfstandig zong: Stredder (Don't Bring Lulu), George (I Won't Dance) en Davies (I Wanna Be Loved by You). Daarna verliet George het trio. Op het in mei 1973 uitgebrachte album Rigor Mortis Sets In van John Entwistle werden The Ladybirds vermeld als achtergrondzangeressen.
Tot 1973 bleven The Ladybirds het werkend trio van George, Stredder en Davies. Dan werd Penny Lister gehaald voor een kort moment. Van midden jaren 1970 tot 1986 werden Stredder, Ann Simmons, die een andere mede-oprichter was van The Vernons Girls, en Laura Lee de vaste leden. Simmons ging later naar The Pearls.
The Ladybirds gingen ook terug naar het Eurovisiesongfestival en deden de achtergrondzang bij Long Live Love van Olivia Newton-John tijdens het Eurovisiesongfestival in Brighton. Hoe dan ook, Ann Simmons werd verward met haar voorgangster Gloria George.
The Ladybirds traden op bij veel amusementsshows op de Britse tv, zoals de eerste series van Cilla in 1968, Lulu's Back In Town, The Les Dawson Show, The Two Ronnies, Morecambe and Wise, Tommy Cooper, Little and Large, Glen Campbell, Shirley Bassey, Paul Daniels, The Generation Game en Children in Need. Hoe dan ook, toen ze in 1978 terugkeerden bij de Benny Hill Show, louter meer als achtergrondzangeressen dan als bestaande artiesten, waren ze ook gestopt met optreden bij Top of the Pops. In 1977 namen The Ladybirds songs op voor een betaalbaar coveralbum met de nummers Chanson D'Amour, Yes Sir, I Can Boogie en Don't Cry for Me Argentina. De muziek noodzaakte de groep om songs op te nemen, die bekend werden door vrouwelijke artiesten.
Nu en dan stimuleerden Tracy Miller en Joan Baxter de leden van The Ladybirds. In 1979 leverden ze allen hun deel aan de achtergrondzang op het album Discolongamax van Max Bygraves. Ze zongen ook op diverse orkestrale albums van Ronnie Aldrich.
In 2005 waren ze een enkele keer te horen op het album Love is Eggshaped: The Soundtrack van Mark Wirtz' Ear Theatre. Het nummer Withdrawal bevatte zang van The Ladybirds (Stredder, Kay Garner en Vicki Robinson).
The Vernons Girls kwamen weer samen als trio, na te zijn uitgenodigd om op te treden bij Cliff Richards 30e verjaardagsconcert in de Wembley Arena, spelend over twee avonden voor 140.000 toeschouwers. In meer recente tijden verschenen Stredder, Sheila Bruce en Penny Lister als The Vernons Girls.
Stredder begon later een succesvolle carrière als after dinner-spreekster, ter herinnering aan haar leven in de showbusiness. Ze overleed op 9 maart 2018 op 82-jarige leeftijd.